# Jeu de cons
Pour plus de détails, voir Fiche technique et Distribution.
Jeu de cons est un film français réalisé par Jean-Michel Verner en 2001.

## Fiche technique
- Réalisateur : Jean-Michel Verner
- Scénariste  : Pierre Benghozi, Jean-Michel Verner
- Production : Claudie Ossard
- Directeur de la photographie : Denis Rouden
- Montage :  Jean-Marie Lengelle
- Distribution des rôles :  Frédérique Moidon
- Création des décors :  Michel Dubarbier
- Création des costumes : Susann Gunther
- Société de production :  CKFD Productions, Canal+, Cavalier Bleu Films
- Société de distribution : Steward
- Pays de production  :  France
- Genre : comédie
- Durée : 77 minutes (1 h 57)
- Date de sortie : 
  - France : 7 mars 2001

## Distribution
- Jean-Michel Verner : Mikael
- Frédéric Diefenthal : Skip
- Anthony Delon : P'tit Louis
- Miki Manojlović : Perron
- Patrick Chesnais : commissaire Aguerre
- Lucien Jean-Baptiste : Policier 2
- Katia Lewkowicz : Louisa
- Juliette Steimer : Diane
- Sonja Novak : Johanne
- Alain Cazals : Pierre
- Samuel Jouy : Policier 1
- Marie-Hélène Roig : La secrétaire
- Anne Macina : Eléonore
- Caroline Santini : La figurante
- Jonathan Lambert : Le jeune flic
- Sören Prévost
- Frédéric Daugeron
- Marcel Francisci